# Victoria Borwick
Pour les articles homonymes, voir Borwick.
Victoria Lorne Peta, baronne Borwick, née Poore, le 26 avril 1956 à Londres, est une femme politique eurosceptique. Membre du Parti conservateur, elle est élue députée pour la circonscription de Kensington dans le Grand Londres en 2015. Elle perd de peu au Parti Travailliste lors des élections générales britanniques de 2017.
Elle est l'épouse de Jamie Borwick (5e baron Borwick) qui siège à la chambre des Lords.